# Кара, Беркай Сефа
Беркай Сефа Кара (тур. Berkay Sefa Kara; 27 марта 1999 года, Трабзон) — турецкий футболист, полузащитник клуба «Кастамонуспор 1966».

## Клубная карьера
Беркай Сефа Кара занимался футболом в клубах «Балыкесирспор» и «Фенербахче». 21 июля 2018 года он подписал свой первый профессиональный контракт с «Трабзонспором» на срок до 5 лет. 17 февраля 2019 года 19-летний футболист дебютировал в турецкой Суперлиге, выйдя на замену в домашнем поединке против «Аланьяспора». А на следующий день стало известно, что Кара вместе с четырьмя другими молодыми игроками был снова отправлен в молодёжную команду клуба. Летом того же года полузащитник был отдан в аренду команде Второй лиги «Кастамонуспор 1966». 